# Peter Popluhár
Peter Popluhár, známý pod přezdívkami PPPeter, PPPíter či Dano Drevo (* 6. června 1993 Bratislava, Slovensko), je slovensko-maďarský youtuber, spisovatel a cestovatel.

## Život a kariéra
Narodil se v roce 1993 v Bratislavě. Po absolvování Gymnázia Jura Hronca se přestěhoval do České republiky. Nejprve bydlel v Brně, kde vystudoval Finance a účtovnictví na Ekonomicko-správní fakultě Masarykovy univerzity. Později se přestěhoval do Prahy. Čtyři měsíce žil v americké Kalifornii.
Hovoří plynně anglicky, španělsky a francouzsky.

### Působení na sociálních sítích
Na platformě YouTube je aktivní od roku 2007. Řadu let se podílel na tvorbě parodických videí na filmovou sérii Harry Potter s parodickým titulem Dano Drevo. Poslední díl série zveřejnil v květnu 2016.
Svůj současný YouTube kanál, dnes pod názvem PPPeter, založil v říjnu 2015. Obsah na kanále postupem času přeměnil na určený výhradně pro zahraniční publikum, videa na něj zveřejňuje v angličtině. Videa na kanále zároveň pro české a slovenské publikum záměrně přes platformu blokuje. V letech 2015 až 2017 byl aktivní také na kanále PeterLife. Pro české a slovenské publikum tak zveřejňuje videa na kanále PPPíter, který založil v prosinci 2017. Hlavním obsahem jeho tvorby jsou cestovatelské vlogy, příležitostně nicméně natáčí např. skeče či parodie. Mezi jeho populární série patří také ty, ve kterých cestuje po nejlépe nebo naopak nejhůře hodnocených restauracích či hotelech v různých zemích Evropy. Specifikem jeho tvorby je, že v rámci svých cestovatelských videí navštěvuje často také státy Afriky či Asie jako Burkina Faso, Togo, Benin, Malawi, Gabon či Kamerun. V roce 2018 vytvořil pro slovenskou veřejnoprávní televizi RTVS pořad s titulem PPPíter v Afrike. Původně jej měla přitom odvysílat jiná stanice, ta ho ale kvůli nedostatku finančních prostředků nakonec odmítla. V roce 2022 na svůj YouTube kanál vydal cestovatelskou dokumentární sérii s titulem Neobyčajná Expedícia: Latinská Amerika.
V dubnu 2019 byl prvním hostem podcastu U Kulatého stolu. V květnu 2020 byl pak hostem prvního dílu pořadu RECAST slovenského youtubera Dušana Brachny. V pořadu byl opět hostem v srpnu 2021. V srpnu 2021 publikoval video, ve kterém za rekordních 24 hodin a 42 minut vystoupal ve skupině vedené nizozemským cestovatelem Wimem Hofem na nejvyšší horu Afriky Kilimandžáro. Běžně přitom trvá výšlap na horu několik dní.
V roce 2017 získal ocenění Bloger roka v kategorii Videoblog. V roce 2022 jej časopis Forbes zařadil na první místo v seznamu nejoblíbenějších influencerů Slovenska.

### Knižní tvorba
V roce 2018 vydal autobiografickou knihu s titulem Kde všade som (ne)zomrel, ve které popisuje nejzajímavější zážitky ze svých cest. Za knihu dostal ocenění Zlatá kniha a titul Knižný debutant roka. Kniha byla zároveň vyhlášena za mládežnickou knihu roku. V knize mimo jiné popisuje své cestování po Togu a následnou nákazu malárií v roce 2017 či otravu jídlem na cestách v Peru. V roce 2021 pak vydal knihu s titulem Ako (ne)prežiť mladosť: Príbehy príšerných rozhodnutí, která je souborem povídek inspirovaných jeho životem.